# Mycosphaerella virgaureae
Mycosphaerella virgaureae är en svampart som tillhör divisionen sporsäcksvampar, och som beskrevs av Karl Wilhelm Krieger. Mycosphaerella virgaureae ingår i släktet Mycosphaerella, och familjen Mycosphaerellaceae. Arten är reproducerande i Sverige.